# Paul-Henri Spaak
Paul-Henri Charles Spaak (født 25. januar 1899 i Bruxelles, Belgien, død 31. juli 1972 i Braine-l'Alleud, Belgien) var en belgisk socialistisk politiker og statsmand.

## Biografi
Paul-Henrik Spaak blev født i Schaerbeek i Bruxelles som søn af Paul Spaak og Marie Janson, der var landets første kvindelige senatsmedlem. Hans onkel var Paul Émile Janson, der var Belgiens premierminister 1937-1938. 
Spaak læste jura ved Université Libre de Bruxelles og blev uddannet advokat og i 1932 medlem af parlamentet for socialistpartiet, som han meldte sig ind i i 1920. Han blev minister for første gang, da han i 1935 blev udnævnt til transportminister i Paul Van Zeelands regering. Kort efter blev han udenrigsminister, hvilket han senere blev igen, og fire gange premierminister i Belgien; maj 1938 – februar 1939, 13. marts 1946 – 31. marts 1946 og igen marts 1947 – marts 1949. I sidste periode var han premierminister i to regeringer. Han var Belgiens første socialistiske premierminister. 
Før 2. verdenskrig var Spaak stor fortaler for Belgiens uafhængighedspolitik. I forbindelse med Belgiens kapitulation 28. maj 1940 brød Spaak og regeringen med Kong Leopold 3., der efterfølgende abdicerede. Regeringen fortsatte deltagelsen i krigen på de allieredes side. Belgiens regering havde 1940-1944 sæde i London, hvor Spaak etablerede mange nye kontakter og dermed dannede grobund for det europæiske og atlantiske samarbejde, som han i løbet af de næste 20 år arbejdede ihærdigt for. Han blev i 1946 den første præsident for FN's generalforsamling. Efter 1944 blev Spaak en ivrig fortaler for regionalt samarbejde, og han lancerede under eksiltiden i London idéen om en fælles union mellem Belgien, Luxembourg og Nederlandene, kaldet Benelux. Unionen trådte i kraft i 1948. Spaak blev i 1948 formand for Europarådets rådgivende forsamling, og han var ledende i arbejdet med at udarbejde den Bruxelles-traktat, der året efter blev til NATO-traktaten. Han forlod formandsposten i Europarådet i 1951 og blev i 1952 formand for Europaparlamentet i den daværende Kul- og Stålunionen. Han blev i 1955 og 1956 formand for de udvalg, der udarbejdede Romtraktaten og EURATOM-traktaten. I 1956 blev han valgt som NATO's generalsekretær, hvor han efterfulgte Lord Ismay. Spaak besad posten frem til 1961, og tilskrives en del af æren for, at NATO's nye hovedkvarter har været placeret i Bruxelles siden 1966. Fra 1961-1966 var han for sidste gang Belgiens udenrigsminister.
Spaak udgav sine erindringer, Combats inachevés , i 1969. Kort for sin død i 1972 brød han med socialistpartiet og erklærede sin støtte til Front Démocratique des Francophones, der var oprettet for at varetage Bruxelles' fransktalende flertals interesser.